# Tank Girl (film)
Tank Girl är en amerikansk science fiction-spelfilm från 1995 som bygger på den brittiska tecknade serien Tank Girl.  Filmen regisserades av Rachel Talalay och i rollerna syns bland andra Lori Petty, Malcolm McDowell och Ice T.

## Handling
År 2033 utmanar filmens huvudperson, Tank Girl (Lori Petty), den onde Kesslee (Malcolm McDowell) och hans företag Water and Power, som kontrollerar de knappa vattentillgångarna i den solbrända ökenvärlden. Till sin hjälp har hon Jet Girl (Naomi Watts), Booga (Jeff Kober) och Sub Girl (Ann Cusack). Ice T spelar T-Saint.

## Om filmen
Tank Girl spelades in på flera olika platser i USA under perioden 21 juni till 27 september 1994, bland annat i Arizona och i New Mexico.
Den färdiga filmen hade världspremiär i USA den 31 mars 1995. I Sverige kom filmen direkt på video, i september 1996, utan att först ha visats på bio. Den svenska videoversionen är 100 minuter lång, mot originalets 104 minuter. Ekonomiskt sett gick inte filmen runt, produktionen kostade omkring 25 000 000 dollar medan filmen spelade in cirka 6 600 000 dollar.